# Marlene Morreis
Marlene Morreis (* 21. Dezember 1976 in Schärding, Oberösterreich) ist eine österreichische Schauspielerin.

## Leben und Karriere
Marlene Morreis wurde 1976 im oberösterreichischen Schärding geboren. Zunächst besuchte sie eine Landvolksschule, im Anschluss ging sie auf das Gymnasium und absolvierte erfolgreich die Matura. Danach begann sie ein Studium der Nordischen Philologie in München. Nach einjährigem Auslandsaufenthalt in Linköping, Schweden, und der Rückkehr nach München wurde sie 2002 als studentische Bedienung und Türsteherin des Atomic Cafés von Klaus Lemke für eine Rolle in dem Spielfilm Running Out of Cool angesprochen. Anschließend stand sie im Münchner Lustspielhaus auf der Bühne und nahm danach eine sechsmonatige Auszeit in Alaska, wo sie in einer Bar arbeitete.
2005 begann Morreis ihre Schauspielausbildung an The New School for Drama in New York City, die sie 2008 mit dem Master of Fine Arts abschloss.
Ab 2008 wirkte Morreis zunächst in zahlreichen Independentproduktionen in den USA mit, bis 2010 ihr Künstlervisum für eine Episoden-Hauptrolle nicht mehr ausreichte. Darauf folgte 2011 die Rückkehr nach München. Hier spielte sie in Filmen und Fernsehproduktionen wie Wer’s glaubt, wird selig oder Der Alte mit. In der Fernsehserie Schafkopf – A bissel was geht immer, die im November 2012 im ZDF ausgestrahlt wurde, spielte sie erstmals in einer Serienhauptrolle.
2015 spielte sie die Hauptrolle in der vierteiligen ZDF-Comedy-Serie Komm schon!. 2020 war Morreis an der Seite von Hannelore Elsner in deren letztem Film Lang lebe die Königin als ihre Filmtochter und Verkaufssender-Moderatorin Nina Just zu sehen.
Marlene Morreis spricht Hochdeutsch, bayerischen Dialekt und österreichische Dialekte. Außerdem spricht sie akzentfrei amerikanisches Englisch und fließend britisches Englisch sowie Schwedisch. Ihren Wohnsitz hat sie in München.

## Filmografie (Auswahl)
- 2002: Running Out of Cool
- 2009: The Greims
- 2010: Hungry Henrieta
- 2011: Stags
- 2012: One Bedroom
- 2012: Schafkopf – A bissel was geht immer (Fernsehserie, sechs Folgen)
- 2012: Wer’s glaubt, wird selig
- 2012: Kommissarin Lucas – Die sieben Gesichter der Furcht
- 2012: Der Alte – Die Zeugin
- 2012–2013: Schlawiner (Fernsehserie, sieben Folgen)
- 2013: Wer hat Angst vorm weißen Mann?
- 2013: Polizeiruf 110: Kinderparadies
- 2014: Meine Mutter, meine Männer
- 2014: Die Frau aus dem Moor
- 2014: Die Rosenheim-Cops – Ein Callcenter unter Verdacht
- 2015: Ein Sommer in Masuren
- 2015: Komm schon! (Fernsehserie, vier Folgen)
- 2015–2020: Schwarzach 23 (Filmreihe)
  - 2015: Schwarzach 23 und die Hand des Todes
  - 2016: Schwarzach 23 und die Jagd nach dem Mordsfinger
  - 2018: Schwarzach 23 und der Schädel des Saatans
  - 2020: Schwarzach 23 und das mörderische Ich
- 2016: Unser Traum von Kanada: Sowas wie Familie
- 2016: Der mit dem Schlag
- 2015: Mein Schwiegervater, der Stinkstiefel
- 2016: München 7 (Fernsehserie, drei Folgen)
- 2016: Liebe bis in den Mord – Ein Alpenthriller
- 2016: Polizeiruf 110: Sumpfgebiete
- 2016: Inspektor Jury spielt Katz und Maus
- 2016: Der mit dem Schlag
- 2016: Hubert und Staller (Fernsehserie, Folge: Waschen, schneiden, umlegen)
- 2017: Der Bergdoktor – Abstoßungsreaktion
- 2017: Jella jagt das Glück
- 2017: Wenn Frauen ausziehen
- 2017: Tatort: Die Liebe, ein seltsames Spiel
- 2018: Matula – Der Schatten des Berges
- 2018: Wackersdorf
- 2018: Die Chefin – Eine Dorfschönheit
- 2018: Labaule & Erben
- 2019: Stadtkomödie – Curling for Eisenstadt
- 2020: Lang lebe die Königin
- 2020: Pohlmann und die Zeit der Wünsche
- 2020: Kinder und andere Baustellen
- 2021: An seiner Seite
- 2021: Der Dänemark-Krimi: Rauhnächte (ARD-Fernsehreihe)
- 2022: Nachricht von Mama (Fernsehserie)
- 2022: Neben der Spur ist auch ein Weg (Fernsehfilm)
- 2022: Sommer auf drei Rädern (Fernsehfilm)
- 2022: Der Spalter (Fernsehfilm)
- 2023: Der Dänemark-Krimi: Blutlinie (ARD-Fernsehreihe)
- 2023: Morin (Fernsehfilm)
- 2023: Hubert ohne Staller – Dem Himmel ganz nah (Fernsehfilm)
- 2024: Polizeiruf 110: Funkensommer